# راسموس هانسن (لاعب جمباز فني)
راسموس هانسن (بالدنماركية: Rasmus Hansen)‏ هو لاعب جمباز فني دنماركي، ولد في 13 يناير 1885 في Flemløse ‏ في الدنمارك، وتوفي في 3 يوليو 1967 في Viby J ‏ في الدنمارك.

## وصلات خارجية
- راسموس هانسن على موقع اللجنة الأولمبية الدولية (الإنجليزية)
- راسموس هانسن على موقع أوليمبيديا (الإنجليزية)